# Firmino Paz
Firmino Ferreira Paz (Teresina, 16 de julho de 1912 — Brasília, 29 de maio de 1991) foi um jurista brasileiro. Foi procurador-geral da República de 1979 até 1981 e ministro do Supremo Tribunal Federal de 1981 a 1982.

## Biografia
Firmino Ferreira Paz nasceu em Teresina em 16 de julho de 1912, filho de Tersandro Gentil Pereira Paz e Josefa Ferreira Paz. Formou-se em direito pela Universidade Federal do Ceará em 1935, sendo nomeado Promotor Público do Estado em sua cidade natal em 1937 e Procurador-Advogado do Município no ano seguinte. Foi nomeado Promotor da República de 3ª Categoria em seu estado em 1940, de 2ª Categoria no Paraná em 1957 e de 1ª Categoria no Distrito Federal em 1962.
Em 1976, foi designado ministro do Tribunal Superior Eleitoral por escolha unânime do Supremo Tribunal Federal, posição que exerceu até ser nomeado Procurador-Geral da República pelo presidente João Figueiredo em 15 de março de 1979. Ocupou a posição até 11 de junho de 1981, quando foi feito juiz do Supremo Tribunal Federal pelo Decreto nº 86.106, na vaga decorrente da aposentadoria do ministro Antônio Neder. Foi aposentado por idade em 17 de julho de 1982, quando permaneceu no Distrito Federal tendo retornado às lides forenses. Faleceu lá em 29 de maio de 1991.